# Любовь и монстры (фильм)
«Любовь и монстры» (англ. Love and Monsters) — американский постапокалиптический приключенческий фильм режиссёра Майкла Мэтьюза. Фильм вышел 16 октября 2020 года на видео по запросу и в некоторых кинотеатрах.

## Сюжет
После того, как астероид, летящий к Земле, был уничтожен ракетой, химические вещества, входившие в состав ракеты, опадают и заставляют разнообразных насекомых, рептилий и земноводных мутировать. Из-за этого люди вынуждены эвакуироваться и бежать в подземные бункеры. Джоэл Доусон и его девушка Эйми вынуждены отправиться в разные бункеры, но Джоэл говорит Эйми, что обязательно найдёт её.
Прошло 7 лет. Джоэл, проживающий в бункере, с помощью радио связывается с Эйми и решает пойти к ней по поверхности. Во время первого же дня похода его атакует гигантская лягушка, но его спасает собака породы австралийский келпи по кличке Бой. Переночевав, Джоэл вместе с псом отправляются дальше. Позже Джоэл попадает в яму с червями-мутантами, но его спасают охотник Клайд Даттон с маленькой девочкой Минноу. Далее они отправляются вместе. Во время совместного путешествия Клайд и Минноу учат Джоэла различным навыкам выживания. Позже Джоэл с Боем и Клайд с Минноу расстаются и идут в разные стороны.
Во время путешествия, Джоэл спасает Боя от гигантской сороконожки. Впоследствии он находит робота Мавис, с помощью которого связывается с Эйми, и узнаёт, что она близко. Эйми говорит ему, что к ним приплыли люди, которые планируют забрать их из бункера и поселить на корабле. Джоэл и Бой продолжают идти. На них нападает матка червей-мутантов. Они прячутся, но Бой выбегает из укрытия. Джоэлу удаётся его спасти, но он кричит на Боя за его поступок, и тот убегает. Позже отравленного пиявками Джоэла спасает один из жителей бункера Эйми.
В подземной колонии Джоэл знакомится с жителями, а также с капитаном корабля и его подчинёнными, которые говорят, что хотят спасти жителей колонии и поселить их на корабле. Капитан корабля устраивает вечеринку. Эйми говорит Джоэлу, что она рада его видеть, но не готова к отношениям. Джоэл с помощью радио связывается со своей колонией. Жители его колонии говорят, что вынуждены покинуть колонию, и Джоэл решает пойти к ним. Но он замечает, что ягоды, которые ему предлагал съесть капитан, ядовиты. Также он понимает, что капитан врал о своих многочисленных подвигах. Он выбегает на пляж, но все жители бункера уже лежат пьяные. Джоэла ударяют по голове, и он теряет сознание.
Утром все жители колонии просыпаются, и оказывается, что они связаны. Капитан говорит, что он забирает себе все продукты, а жителей хочет скормить гигантскому крабу, с помощью которого и движется корабль. Джоэлу и Эйми удаётся освободиться, и они начинают бороться против команды капитана. Также появляется Бой и помогает Джоэлу. Краб хватает Джоэла и почти съедает его. Джоэл имеет возможность убить краба, но он освобождает его от цепи, по которому капитан корабля передаёт ток, таким образом контролируя краба. Краб отпускает Джоэла и уничтожает корабль вместе с капитаном и его командой.
На следующий день Джоэл прощается с Эйми и целует её. Она говорит, что обязательно найдёт его. Джоэл предлагает ей и другим жителям бункера пойти к безопасной колонии Клайда в горах, и те соглашаются. Джоэл доходит до своей колонии, и они решают пойти на север в колонию Клайда. Джоэл рассказывает по радио свою историю, и жители других бункеров наконец начинают выходить на поверхность.

## В ролях
| Актёр            | Роль         |
| ---------------- | ------------ |
| Дилан О’Брайен   | Джоэл Доусон |
| Джессика Хенвик  | Эйми         |
| Майкл Рукер      | Клайд Даттон |
| Дэниэл Юинг      | Кэп          |
| Ариана Гринблатт | Минноу       |
| Эллен Холлман    | Дана         |
| Пачаро Мзембе    | Рэй          |
| Сени Прити       | Карен        |
| Амали Голден     | Ава          |
| Мелани Занетти   | голос Мавис  |
| Донни Бакстер    | Паркер       |
| Эндрю Бьюкэнэн   | Отец Джоэла  |
| Тэнди Райт       | Мама Джоэла  |

## Производство
В июне 2012 года было объявлено, что Paramount Pictures разрабатывает фильм «Проблемы монстров» (англ. Monster Problems). Было объявлено что, продюсером фильма является Шон Леви, а сценаристом — Брайан Даффилд. Фильм был описан, как постапокалиптический фильм о путешествии в духе фильмов «Безумный Макс» и «Зомбилэнд» с историей любви.
В октябре 2018 было объявлено, что Дилан О’Брайен ведёт переговоры о съёмках в фильме, и Майкл Мэтьюз руководит производством фильма. В марте 2019 года Майкл Рукер и Ариана Гринблатт присоединились к команде актёров. В апреле 2019 года было объявлено о том, что Джессика Хенвик также будет сниматься в фильме. Также в апреле австралийский актёр Дэниэл Юинг присоединился к команде актёров. Было объявлено, что он будет играть второстепенного персонажа. Основные съёмки начались в Голд-Косте 25 марта 2019 года и закончились в мае 2019 года.

## Релиз
Сначала фильм должен был выйти 6 марта 2020 года, но в октябре 2019 года дата выхода была перенесена на 17 апреля 2020 года. В феврале 2020 года он снова был перенесён на 12 февраля 2021 года.
В августе 2020 Paramount Pictures объявили, что из-за пандемии COVID-19 фильм будет выпущен на видео по запросу 16 октября 2020 года. Название фильма было изменено с «Проблемы монстров» на «Любовь и монстры». Также фильм был показан в 387 кинотеатрах на выходных 16-18 октября 2020 года.